# ファーストコーポレーション
ファーストコーポレーション株式会社（英: First-corporation Inc.）は、東京都杉並区に本社を置く日本の企業。マンションの建設企画と施工を行う建設会社である。

## 事業内容
- 事業開発（用地情報収集、用地仕入・購入「造注方式」、企画・立案・設計、見積、事業計画、事業主へ提案）
- マンション建設/共同事業化（基本設計、実施設計、着工準備、施工、完成検査・アフターサービス）
- 品質管理（作業所巡回・段階別品質管理、建築施工マニュアル、第三者機関による施工監査）

## 沿革
- 2011年6月 東京都西東京市に建設工事設計施工等を目的とした総合建設業として、ファーストコーポレーション株式会社(資本金40,000千円)を設立
- 2011年8月 特定建設業許可取得(東京都知事許可(特―23)第137046号)
- 2011年10月 第一号施工物件「プレシス千歳船橋」着工  (竣工2012年7月)
- 2012年3月 営業開発部門を新設
- 2012年6月 宅地建物取引業者免許取得(東京都知事(1)第94270号)
- 2012年6月 一級建築士事務所登録(東京都知事第57917号)
- 2012年9月 本社を東京都西東京市から東京都杉並区天沼に移転
- 2015年3月 東京証券取引所マザーズ市場に株式を上場
- 2015年6月 特定建設業許可取得(東京都知事許可(特―27)第137046号)
- 2016年8月 特定建設業許可(東京都知事許可(特―23)第137046号)及び同(東京都知事許可(特―27)第137046号)を一本化し、同(東京都知事許可(特―28)第137046号)へ更新
- 2016年12月 東京証券取引所市場第一部へ市場変更
- 2017年4月 本社を東京都杉並区天沼から東京都杉並区荻窪に移転
- 2018年4月 九州支店を福岡県福岡市中央区に開設
- 2018年7月 宅地建物取引業者免許取得(国土交通大臣(1)第9388号)
- 2023年10月 東京証券取引所スタンダード市場へ市場変更